# Liste der Baudenkmäler in Pittenhart

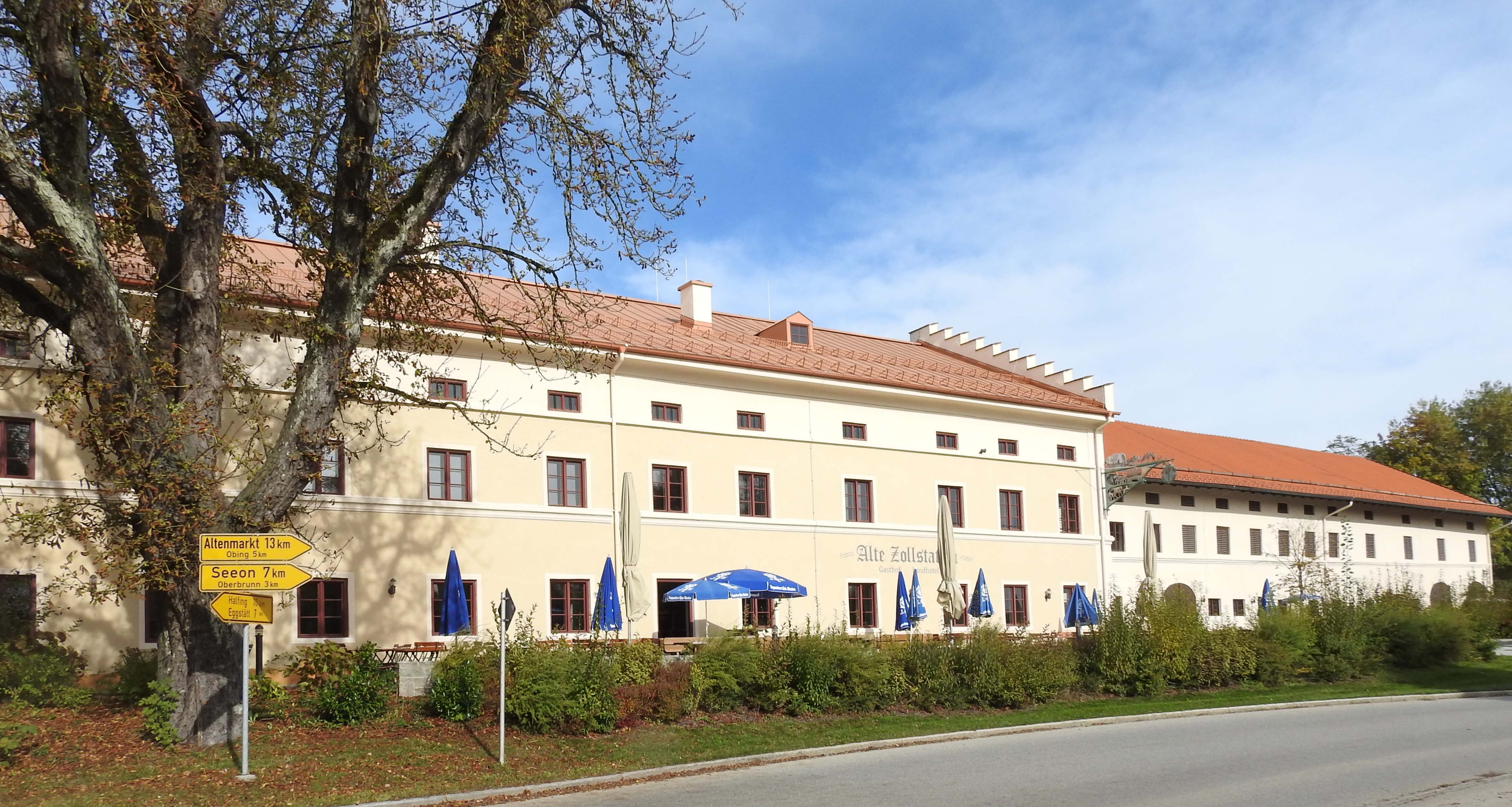
Gasthof Trostberger Str. 1 in Pittenhart

Auf dieser Seite sind die Baudenkmäler in der oberbayerischen Gemeinde Pittenhart zusammengestellt. Diese Tabelle ist eine Teilliste der Liste der Baudenkmäler in Bayern. Grundlage ist die Bayerische Denkmalliste, die auf Basis des Bayerischen Denkmalschutzgesetzes vom 1. Oktober 1973 erstmals erstellt wurde und seither durch das Bayerische Landesamt für Denkmalpflege geführt wird. Die folgenden Angaben ersetzen nicht die rechtsverbindliche Auskunft der Denkmalschutzbehörde.

## Baudenkmäler nach Ortsteilen

### Pittenhart
| Lage                                            | Objekt                               | Beschreibung | Akten-Nr.     | Bild                                 |
| ----------------------------------------------- | ------------------------------------ | --- | ------------- | ------------------------------------ |
| Am Kirchplatz 1 (Standort)                      | Katholische Pfarrkirche St. Nikolaus | im Kern spätgotisch, 1846/47 durchgreifend umgebaut und vereinheitlicht; mit Ausstattung. Südliche und südöstliche Friedhofsmauer mit Blendbögen und historistischen Grabmälern, vorgesetzt gedeckter Kolonnadengang, um 1900. | D-1-89-137-1  | Katholische Pfarrkirche St. Nikolaus |
| Bahnhofstraße 12 (Standort)                     | Ehemalige Wagnerei                   | mit Blockbau-Obergeschoss, am südlichen Laubentürsturz bezeichnet mit dem Jahr 1730. | D-1-89-137-2  | Ehemalige Wagnerei                   |
| Bahnhofstraße 27 (Standort)                     | Martersäule                          | aus Granit, wohl um 1700. | D-1-89-137-3  | BW                                   |
| Brücklmayerweg 12 (Standort)                    | Bohlenbundwerkstadel                 | mit überbautem Getreidekasten, 18. und Mitte 19. Jahrhundert. | D-1-89-137-4  | Bohlenbundwerkstadel                 |
| Nähe Bahnhofstraße (Standort)                   | Bildstock                            | Rundschaft mit Laterne, bezeichnet mit dem Jahr 1710; an der Ecke Aindorfer Straße. | D-1-89-137-8  | Bildstock                            |
| Pfarrhofstraße 1 (Standort)                     | Katholisches Pfarrhaus               | zweigeschossig mit Halbwalmdach, erbaut 1809/10. | D-1-89-137-6  | Katholisches Pfarrhaus               |
| Rosenheimer Straße 6 (Standort)                 | Kriegerdenkmal                       | Obelisk mit Inschrift und Militaria-Relief, bezeichnet mit dem Jahr 1908, erweitert nach 1945 wohl unter Zweitverwendung einer neubarocken Bogenarchitektur.                                                                   | D-1-89-137-47 | Kriegerdenkmal                       |
| Rosenheimer Straße; Hacken; Kr TS 21 (Standort) | Martersäule                          | aus Granit, bezeichnet mit dem Jahr 1709; südwestlich von Pittenhart an der Straße nach Hinzing. | D-1-89-137-7  | BW                                   |
| Trostberger Straße 1 (Standort)                 | Gasthof                              | lang gestreckter Massivbau mit Staffelgiebel, an östlicher Tür bezeichnet mit dem Jahr 1843, in der zweiten Hälfte des 19. Jahrhunderts neugotisch überformt.                                                                  | D-1-89-137-48 | Gasthof                              |

### Aiglsham
| Lage                   | Objekt              | Beschreibung                                                                                          | Akten-Nr.     | Bild |
| ---------------------- | ------------------- | --- | ------------- | ---- |
| Aiglsham 4 (Standort)  | Zuhäusl             | zweigeschossiger Bruchsteinbau mit Bundwerkteil, bezeichnet mit dem Jahr 185(6).                      | D-1-89-137-49 | BW   |
| Aiglsham 4 (Standort)  | Bauernhaus          | Einfirsthof in Mischmauerwerk mit Kniestock und Bundwerk am Wirtschaftsteil, Mitte 19. Jahrhundert.   | D-1-89-137-10 | BW   |
| Aiglsham 11 (Standort) | Bauernhaus-Wohnteil | mit Blockbau-Obergeschoss und kurzer Traufseitlaube, 18. Jahrhundert.                                 | D-1-89-137-11 | BW   |
| Bergländer (Standort)  | Privatkapelle       | stattlicher Bau mit eingezogenem Chor und Dachreiter, zweite Hälfte 19. Jahrhundert; mit Ausstattung. | D-1-89-137-9  | BW   |

### Aindorf
| Lage                         | Objekt                             | Beschreibung                                                                    | Akten-Nr.     | Bild |
| ---------------------------- | ---------------------------------- | ------------------------------------------------------------------------------- | ------------- | ---- |
| Gsinnweg 3 (Standort)        | Ehemaliges Bauernhaus              | Wohnteil mit Blockbau-Obergeschoss und Hochlaube, 18. Jahrhundert.              | D-1-89-137-12 | BW   |
| Kapellenstraße 5 (Standort)  | Einfirsthof                        | Wohnteil mit Blockbau-Obergeschoss, traufseitiger Laube und Hochlaube, um 1700. | D-1-89-137-13 | BW   |
| Kapellenstraße 15 (Standort) | Katholische Kapelle St. Maria      | erbaut 1820; mit Ausstattung.                                                   | D-1-89-137-14 | BW   |
| Obinger Straße 4 (Standort)  | Ehemaliges Bauernhaus mit Kramerei | verputzter Massivbau mit Flachsatteldach, 18. Jahrhundert.                      | D-1-89-137-16 | BW   |

### Oberbrunn
| Lage                           | Objekt                     | Beschreibung | Akten-Nr.     | Bild                      |
| ------------------------------ | -------------------------- | --- | ------------- | ------------------------- |
| Eschenauer Straße 4 (Standort) | Ehemaliges Bauernhaus      | im Kern 18. Jahrhundert, mit Blockbau-Kniestock und Bundwerk am Heuboden; giebelseitig Wandmalereien, bezeichnet mit dem Jahr 1762.                   | D-1-89-137-34 | Ehemaliges Bauernhaus     |
| Moosweg 8 (Standort)           | Ehemaliges Bauernhaus      | mit Blockbau-Obergeschoss und Giebelbundwerk, wohl zweite Hälfte 18. Jahrhundert, modern ausgebaut.                                                   | D-1-89-137-38 | Ehemaliges Bauernhaus     |
| Moosweg 10 (Standort)          | Ehemaliger Bundwerkstadel  | mit Gitterbundwerk, Blockbauteil und Bemalung, bezeichnet mit dem Jahr 1841; um 1970 aus Niederham hierher transferiert und zu Wohnzwecken ausgebaut. | D-1-89-137-39 | Ehemaliger Bundwerkstadel |
| Seeoner Straße 2 (Standort)    | Großer Bundwerkstadel      | errichtet 1938. | D-1-89-137-53 | Großer Bundwerkstadel     |
| Seeoner Straße 4 (Standort)    | Schloss und Schlosskapelle | hoher Baukörper mit Schopfwalmdach und östlich vorspringender Apsis, erste Hälfte 18. Jahrhundert, mit älterem Kern.                                  | D-1-89-137-35 | weitere Bilder            |
| Seeoner Straße 8 (Standort)    | Geschnitzte Haustür        | Anfang 19. Jahrhundert. | D-1-89-137-36 | BW                        |
| Seeoner Straße 14 (Standort)   | Geschnitzte Haustür        | um 1830/40. | D-1-89-137-37 | Geschnitzte Haustür       |

### Weitere Ortsteile
| Lage                             | Objekt                                                  | Beschreibung | Akten-Nr.     | Bild                  |
| -------------------------------- | ------------------------------------------------------- | --- | ------------- | --------------------- |
| Apping 6 (Standort)              | Traufbundwerk am Wirtschaftsteil des Bauernhauses       | Mitte 19. Jahrhundert. | D-1-89-137-19 | BW                    |
| Apping 7 (Standort)              | Wohnteil des Bauernhauses                               | zweigeschossig mit Kniestock in unverputztem Mischmauerwerk, um 1860/70. | D-1-89-137-51 | BW                    |
| In Apping (Standort)             | Bundwerkstadel des Parallelhofes                        | Erdgeschoss zum Teil Ständerbohlenbau, erste Hälfte 19. Jahrhundert. | D-1-89-137-18 | BW                    |
| Eschenau 10 (Standort)           | Bauernhaus-Wohnteil (Rest des ehemaligen Einfirsthofes) | mit Blockbau-Obergeschoss, Hochlaube und Traufseitlaube, wohl 17./18. Jahrhundert. | D-1-89-137-20 | BW                    |
| Eschenau 15 (Standort)           | Hausfigur des gekreuzigten Christus                     | 18. Jahrhundert; an der Ostseite des neuen Wohnhauses. | D-1-89-137-50 | BW                    |
| Fachendorf 6 (Standort)          | Traufbundwerk am Wirtschaftsteil des Bauernhauses       | mit Gitterstreifen und verzierten Heubodentüren, über der nördlichen bezeichnet mit dem Jahr 1844. | D-1-89-137-21 | BW                    |
| Fachendorf 19 (Standort)         | Parallelhof                                             | Wohnstallhaus, breit gelagerter Massivbau mit Hochlaube, über dem Stallteil Getreidekasten und Bundwerkzone mit Heubodentür, Mitte 19. Jahrhundert; Stadel in Mischkonstruktion aus Ständerbohlenbau, Blockbau-Obergeschoss und Bundwerkzone, 18. und 19. Jahrhundert. | D-1-89-137-22 | BW                    |
| Fremdling 5 (Standort)           | Weilerkapelle                                           | mit eingezogenem Chor und Dachreiter, erbaut 1856; mit Ausstattung. | D-1-89-137-23 | BW                    |
| Hinzing 3 (Standort)             | Ortskapelle                                             | östlicher Teil im Kern wohl 17. Jahrhundert, erweitert wohl um 1820; mit Ausstattung; nordöstlich von Haus Nr. 3. | D-1-89-137-24 | BW                    |
| Hinzing 8 (Standort)             | Bundwerkstadel                                          | erste Hälfte 19. Jahrhundert; frei stehend in der Ortsmitte. | D-1-89-137-25 | BW                    |
| Flur Maiering (Standort)         | Bildstock                                               | mit Laterne, bezeichnet mit dem Jahr 1708; an der Straße nach Altersham. | D-1-89-137-27 | BW                    |
| Maiering, Sonnenfeld (Standort)  | Große Weilerkapelle                                     | mit eingezogenem Chor und turmartigem Dachreiter, neugotisch, zweite Hälfte 19. Jahrhundert; mit Ausstattung. | D-1-89-137-26 | BW                    |
| Niederbrunn 4 (Standort)         | Ehemaliges Bauernhaus                                   | mit Blockbau-Obergeschoss, 18. Jahrhundert, Erdgeschoss und ehemaliger Wirtschaftsteil mit Traufbundwerk modern ausgebaut. | D-1-89-137-28 | BW                    |
| Niederbrunn 9 (Standort)         | Ehemaliges Bauernhaus                                   | Massivbau mit Flachsatteldach, Hochlaube und erneuerter Giebellaube, wohl zweite Hälfte 18. Jahrhundert; Nebengebäude, bezeichnet mit dem Jahr 1804, mit Getreidekasten im Obergeschoss; Bundwerkstadel, an der Firstpfette bezeichnet mit dem Jahr 1836; aus Hinzing, Gde. Pittenhart 1999 transferiert; zweigeschossiger Getreidekasten, bezeichnet mit dem Jahr 1571, aus Kirchberg, Gde. Petting 1999 transferiert. | D-1-89-137-29 | Ehemaliges Bauernhaus |
| Niederbrunn 12 (Standort)        | Hilgerhof                                               | Ehemaliges Bauernhaus mit Blockbau-Obergeschoss, angeblich von 1724, 1962–65 in damaliger Auffassung renoviert und museal eingerichtet; südwestlich Hütte mit Bundwerk-Obergeschoss, erste Hälfte 19. Jahrhundert, 1965/66 aus Rabenden, Gde. Altenmarkt a. d. Alz, transferiert. | D-1-89-137-30 | Hilgerhof             |
| Niederholz (Standort)            | Bildstock                                               | bezeichnet mit dem Jahr 1708; am Waldrand, neben der Straße von Wimm nach Eschenau. | D-1-89-137-52 | BW                    |
| Nöstlbach 15 (Standort)          | Großer Bundwerkstadel                                   | mit Getreidekasten im Ostteil, bezeichnet mit dem Jahr 1820; zu Nöstlbach 32 gehörig. | D-1-89-137-33 | BW                    |
| Nöstlbach 26 (Standort)          | Ehemaliges Bauernhaus                                   | Wohnteil massiv, rückseitig am Wirtschaftsteil Bundwerk und Hochlaube, zweites Viertel 19. Jahrhundert. | D-1-89-137-31 | BW                    |
| Nöstlbach 28 (Standort)          | Ehemaliges Bauernhaus                                   | breit gelagerter Wohnstallbau mit Flachsatteldach, Hochlaube und kurzer Traufseitlaube, an der Firstpfette bezeichnet mit dem Jahr 1839; zugehöriges Nebengebäude, ehemaliges Back- und Waschhäusl, um Mitte 19. Jahrhundert. | D-1-89-137-32 | BW                    |
| Rachertsfelden 10 (Standort)     | Einfirsthof                                             | Wohnteil mit Putzgliederung und Hochlaube, reiches Gitterbundwerk am Heuboden, bezeichnet mit dem Jahr 1849. | D-1-89-137-40 | BW                    |
| Taxenberg, Sonnenfeld (Standort) | Hofkapelle                                              | bezeichnet mit dem Jahr 1820; mit Ausstattung. | D-1-89-137-41 | BW                    |
| Taxenberg 14 (Standort)          | Ehemaliges Bauernhaus                                   | Wohnteil mit Blockbau-Obergeschoss und Hochlaube, Mitte 18. Jahrhundert | D-1-89-137-43 | BW                    |
| Walzach 2 (Standort)             | Einfirsthof                                             | mit Blockbau-Obergeschoss und verbretterter Laube, Mitte 17. Jahrhundert, Dach über Blockbau-Kniestock angehoben, rückwärtiger Bundwerkteil bezeichnet mit dem Jahr 1837. | D-1-89-137-44 | BW                    |
| Wimm 1 (Standort)                | Ehemaliges Bauernhaus                                   | Wohnteil mit Blockbau-Obergeschoss, zweite Hälfte 18. Jahrhundert. | D-1-89-137-45 | BW                    |